# Calhoun megye (Mississippi)
Calhoun megye az Amerikai Egyesült Államokban, azon belül Mississippi államban található. Megyeszékhelye Pittsboro, legnagyobb városa Bruce. Lakosainak száma 13 266 fő (2020. április 1.). Calhoun megye Lafayette, Webster, Pontotoc, Chickasaw, Yalobusha és Grenada megyékkel határos.

## Népesség
A megye népességének változása:
| Lakosok száma | 14 953 | 14 906 | 14 842 | 14 734 | 14 717 | 13 266 |
|               | 2010   | 2011   | 2012   | 2013   | 2015   | 2020   |